# 知林ヶ島

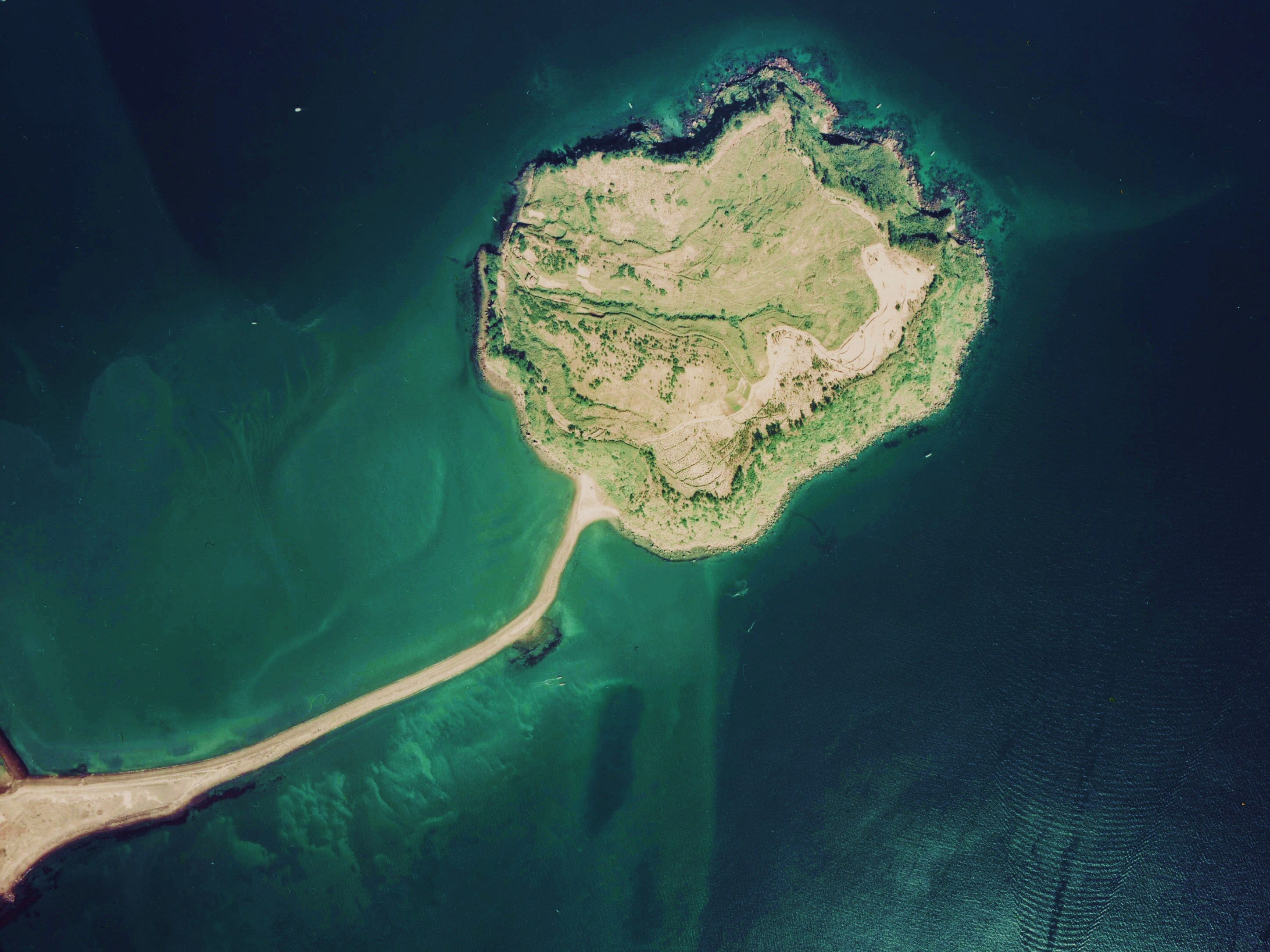
知林ヶ島の空中写真。
薩摩半島側（画像左）から細長く伸びた砂嘴で繋がっていること、また砂嘴周辺の砂を含んだ潮流の様子が分かる。（1974年撮影）

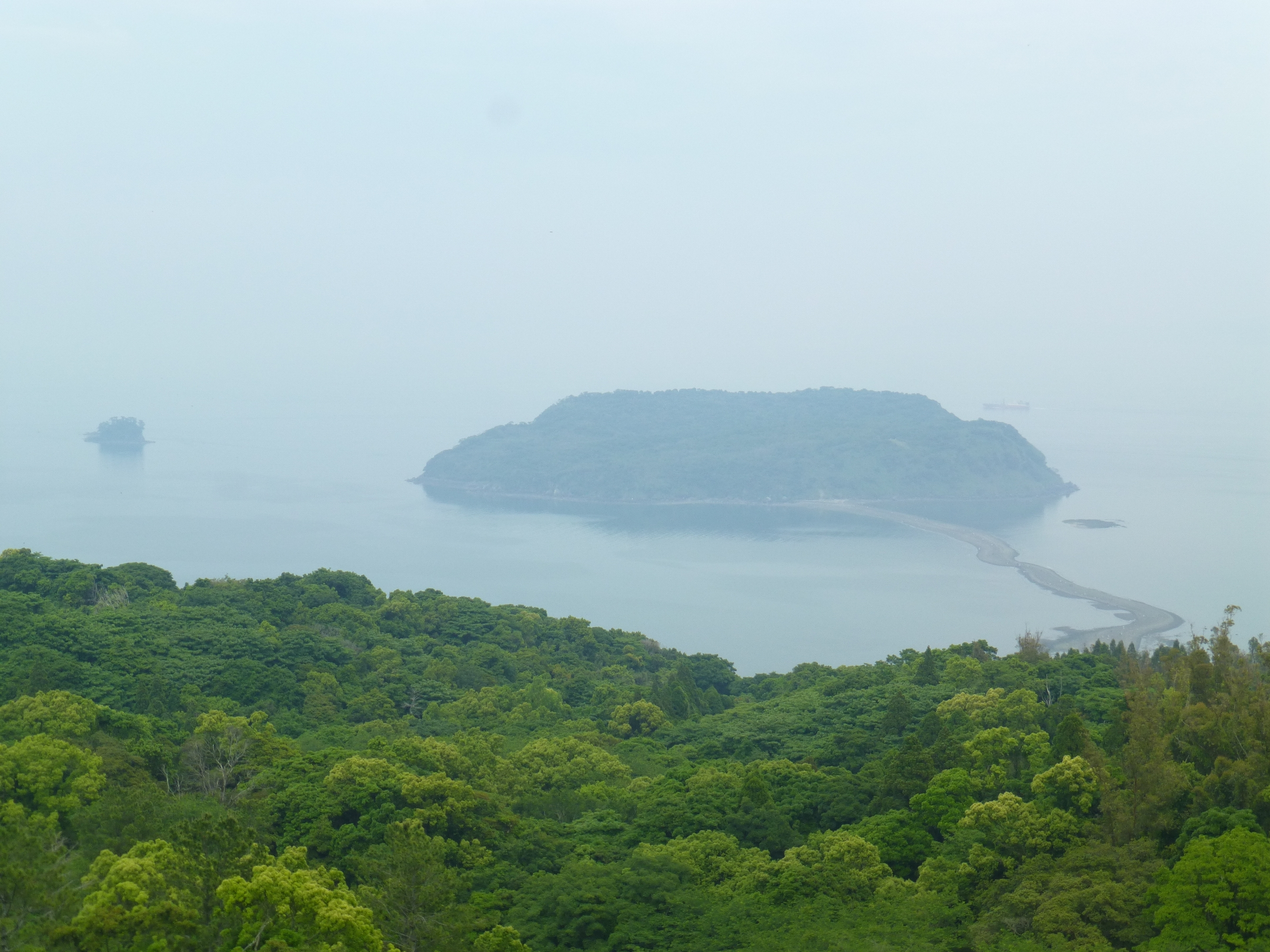
魚見岳展望台から望んだ知林ヶ島

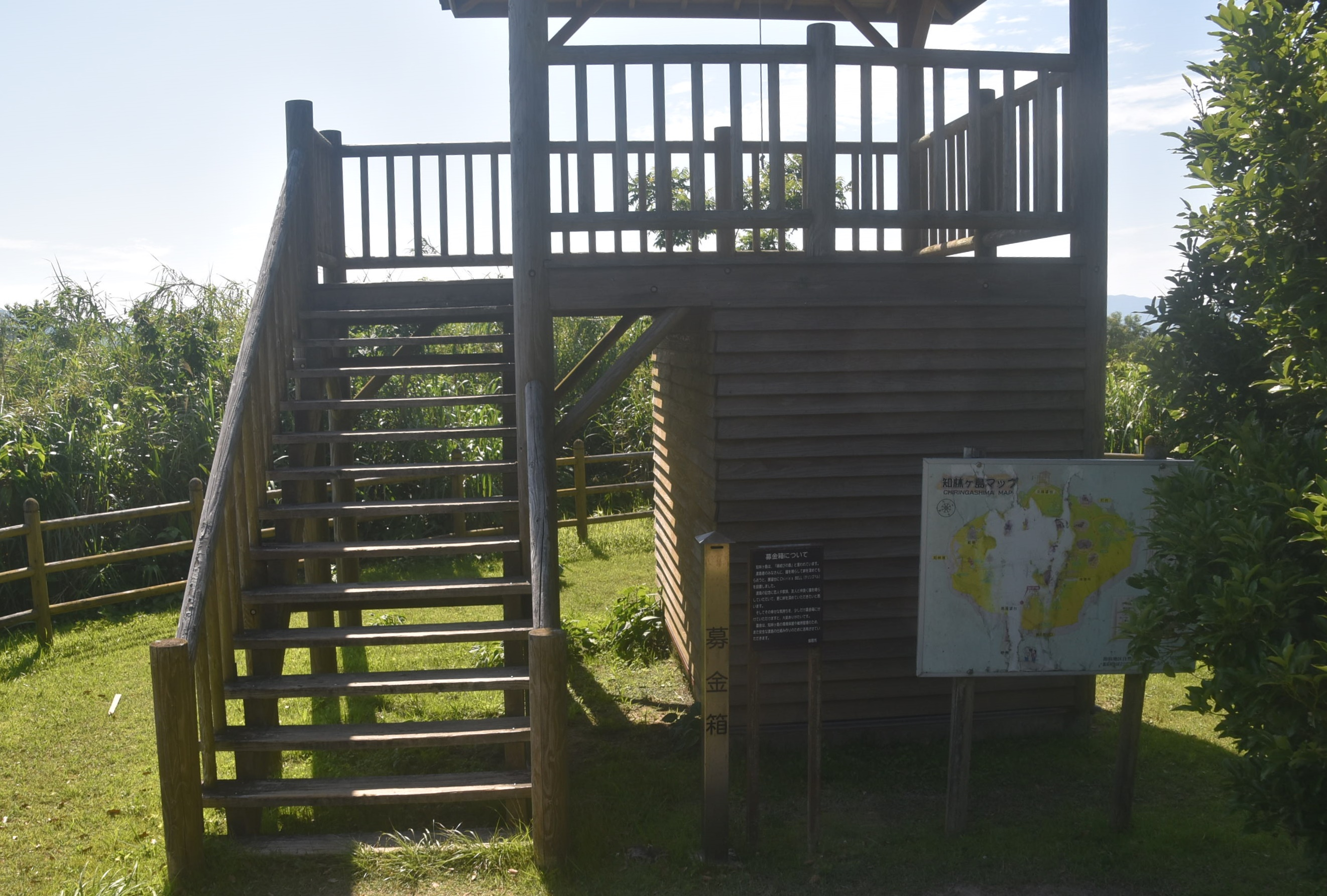
知林ヶ島の展望台と島内一周遊歩道の案内図（右下）

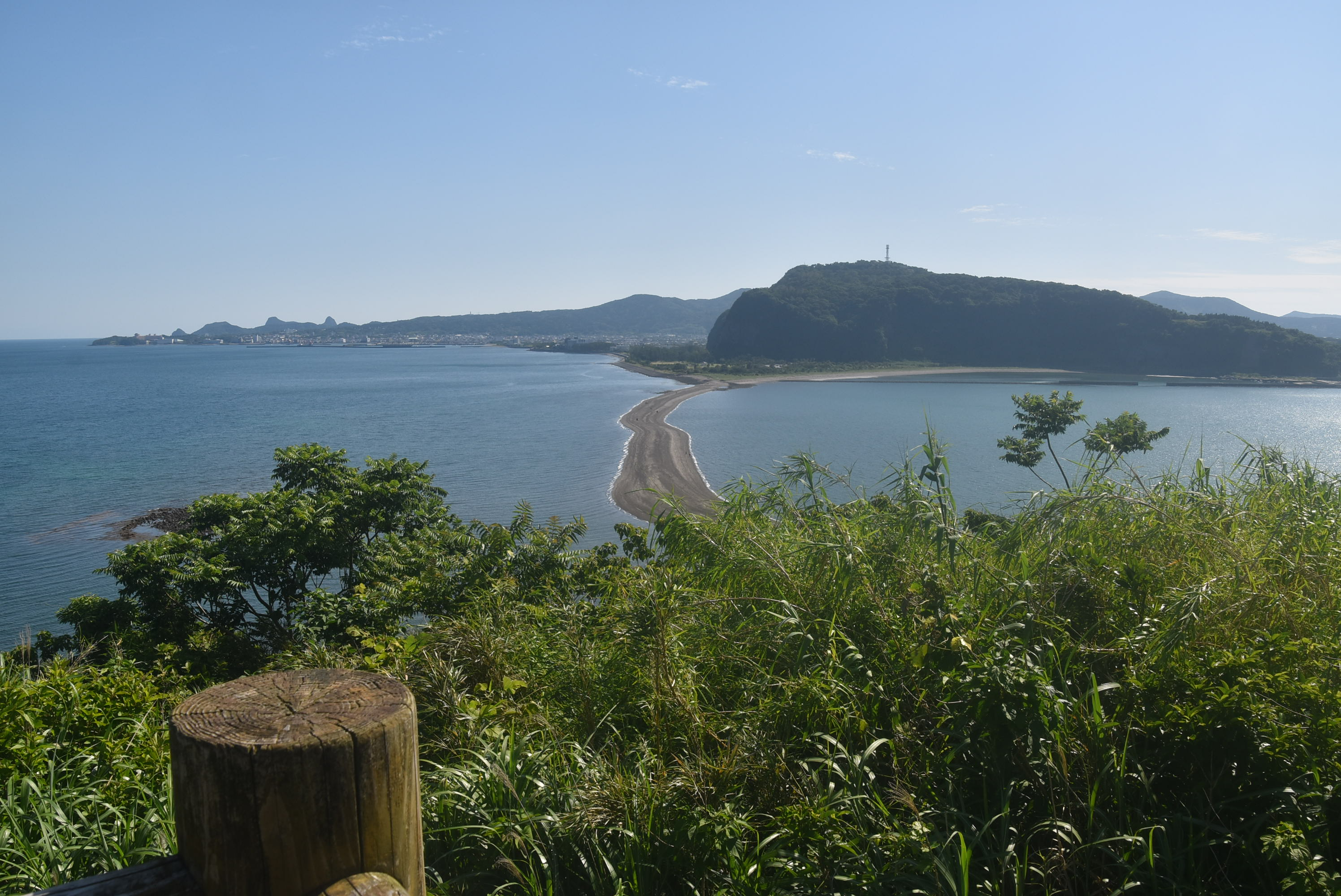
知林ヶ島の展望台から陸地、すなわち指宿市街と魚見岳を見る。

知林ヶ島（ちりんがしま）は、鹿児島県指宿市西方にある島で、干潮時に陸地と陸繋砂州（トンボロ）でつながる陸繋島である。
ここでは同島が形成する陸繋砂州（トンボロ）についても解説する。

## 地理
鹿児島湾（錦江湾）の入口付近に浮かぶ、湾内で最大の島である。指宿市本土の田良浜の沖約800メートルに位置し、周囲約3キロメートル、面積約60ヘクタール、最高点約90メートルの無人島である。また島の北約320メートルのところに小島あるいは知林小島と呼ばれる面積約0.2ヘクタールの小さな島がある。指宿カルデラの外輪山の一部とされる。地質としては約10.5万年前に形成された阿多火砕流からなる溶結凝灰岩の基盤の上にシラスが載っている。
3月から10月頃にかけて、干潮時に長さ約800メートルの砂州が出現し、大人の足であれば片道20分ほどで歩いて渡ることができる陸繋島である。砂州の出現時間は最大4時間ほどで、市の統計によれば1時間以上出現する日は年間190日、2時間以上出現する日は86日である。この砂州は、台風が襲来した後には流されてしまい、しばらくの間出現しなくなることがあるが、潮流により砂が運ばれてくることにより回復する。
同島の対岸の魚見岳に定点カメラを設置し観測した結果、同島の砂州は鹿児島湾内の比較的静穏な水域にあるため、風場の季節的変化に影響を受けて，浅い帯状の砂州部分に周辺の土砂が堆積し、次いで水面上に出現した砂州が侵食されるというサイクルを繰り返していると考られている。
2016年（平成28年）現在、この砂州の付け根付近には大日本帝国海軍の水上機の残骸である半円状の金属がひっそりと残っている。
島には環境省レッドデータブックで絶滅危惧種II類に指定されている希少種であるナンゴクカモメヅルが生えていることが確認されている。

## 名前の由来
島名の由来は諸説ある。島に松が茂っており、付近を夜間に航行する船乗りが、風が松を揺らして立てる音を頼りに航海したことから知林ヶ島と呼ばれるようになったという説、松ぼっくりの古語「ちちり」を語源とする説などである。しかしこの松林は松くい虫の被害を受けて枯死しつつある。

## 歴史
かつては島はサツマイモなどの耕作地として利用されており、耕作地を管理する1家族が島に居住し、耕作者は本土から船で通っていた。1957年（昭和32年）には灯台が建設された。
1963年（昭和38年）から1967年（昭和42年）にかけて、森村グループの一部である森村産業が、森村学園の林間研修に使う目的で土地の買収を進めて全島の取得が完了し、これにより無人となった。買収価格は総額5億4,000万円であった。
しかし土地はほとんど利用されず放置されたままで、1980年代半ば頃から森村産業側が地元の指宿市に対して買収を求めるようになった。価格面で折り合いが付かずにそのままであったが、森村産業側の会社清算の都合などにより価格として約3億円が提示されたことから、1999年（平成11年）8月に市が買収することになった。最終的に指宿市土地開発公社が2億7500万円で取得し、事務手数料や金利などを含めて2008年（平成20年）に3億4000万円で市が公社から取得して市有地となった。土地開発公社による買収に合わせ、森村産業からは本土の魚見岳周辺の土地が市に対して寄付された。
2001年（平成13年）に『指宿知林ヶ島の潮風』がかおり風景100選に選定された。

## 観光
島内には展望台と遊歩道が完成していて、魚釣りや潮干狩りをすることができる。市が島を取得した後、国の直轄事業として遊歩道やあずまやの整備が進められており、今後避難小屋やビジターセンター、船着場などの整備も計画されているが、2022年（令和4年）現在完成していない。手付かずの自然が残されていることから、これを生かしてなるべく手を加えない形での観光活用が考えられている一方で、砂州が出現している時間は限られ、満潮時には水没する上に砂州周辺の潮流が速く危険であることなどから、最低限の安全対策は必要であるとして検討が行われている。
砂州が「架け橋」や「きずな」を想起させることから、縁結びの島としても知られ、指宿青年会議所では「知林ヶ島に愛はあるか?」と題した男女の出会いイベントを2000年（平成12年）から6-7月に開催している。2025年に公開された映画「ドールハウス」のロケ地ともなった。